# Taweel Park
Taweel Park är en park i Kanada.   Den ligger i provinsen British Columbia, i den centrala delen av landet, 3 300 km väster om huvudstaden Ottawa. Taweel Park ligger 1 235 meter över havet. Den ligger vid sjön Taweel Lake.
Terrängen runt Taweel Park är kuperad. Trakten runt Taweel Park är nära nog obefolkad, med mindre än två invånare per kvadratkilometer.. Det finns inga samhällen i närheten. 
I omgivningarna runt Taweel Park växer i huvudsak barrskog.